# كريدي سويس فيرست بوسطن
كريدي سويس فيرست بوسطن (بالإنجليزية: Credit Suisse First Boston)‏ كان القسم المصرفي الاستثماري لمجموعة كريدي سويس حتى عام 2006. وكان نشطًا في الخدمات المصرفية الاستثمارية وأسواق رأس المال والخدمات المالية.
في عام 2006، كجزء من عملية إعادة تسمية العلامة التجارية الرئيسية للتواصل كمنظمة متكاملة للعملاء والموظفين والمساهمين، دمجت عمليات البنك في قسم الخدمات المصرفية الاستثمارية المعاد تنظيمه حديثًا للائتمان سويس.

## تاريخ
في عام 1978 شُكلت شركة محاصة مقرها لندن بالمناصفة بين كريدي سويس وبنك فرست بوسطن ‏ (الذي أصبح لاحقًا جزءًا من كريدي سويس) باسم "Financière Crédit Suisse-First Boston".